# Goðafoss

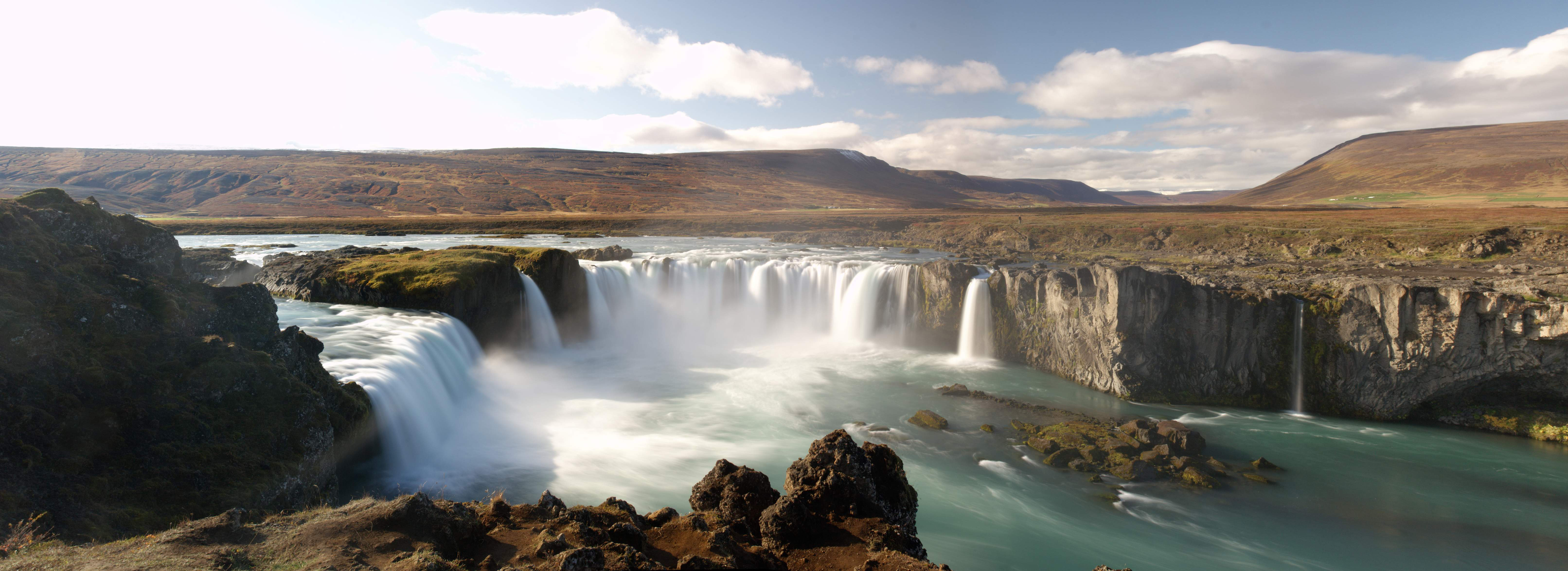
Goðafoss

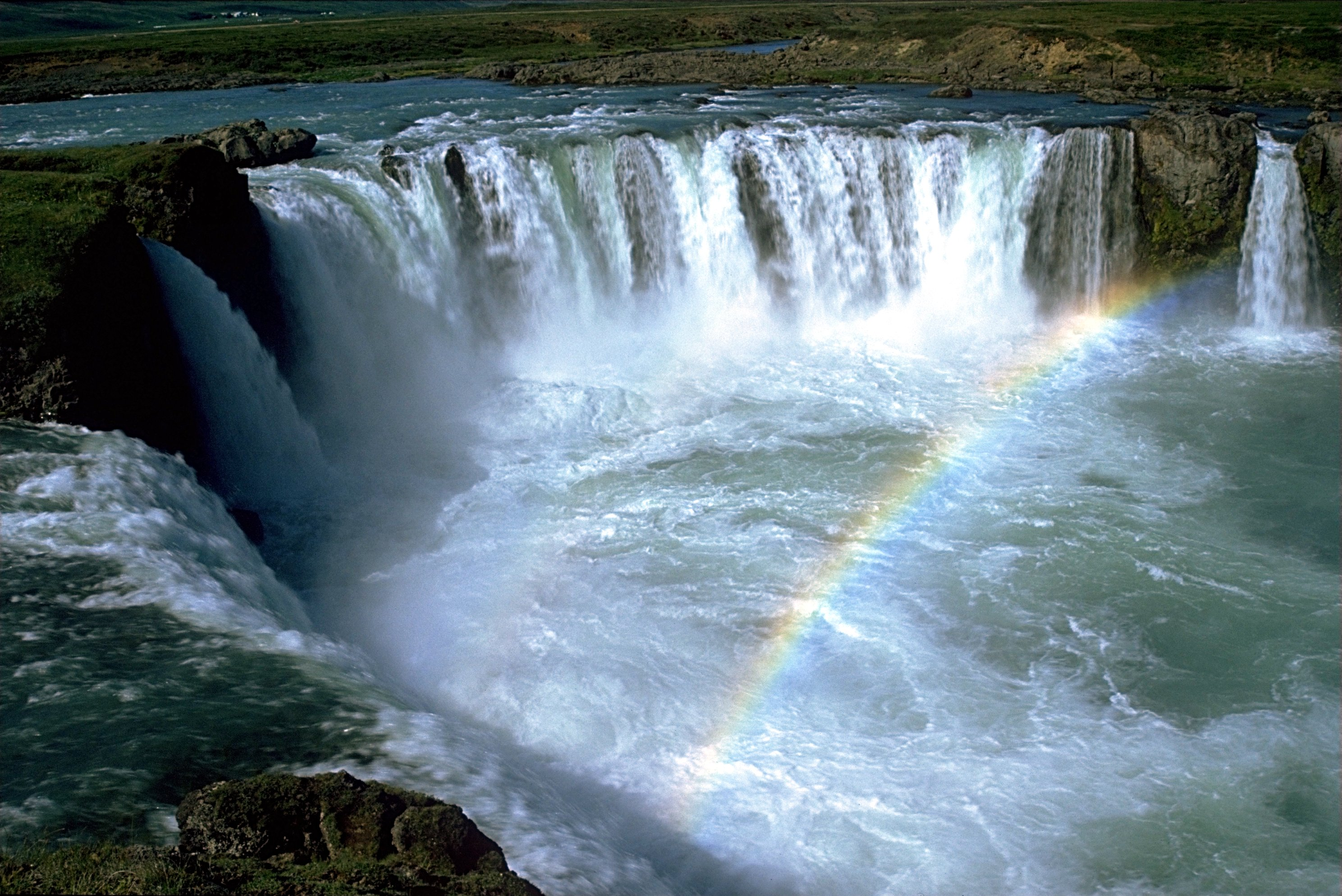
Goðafoss nhìn từ bờ đông vào mùa hè

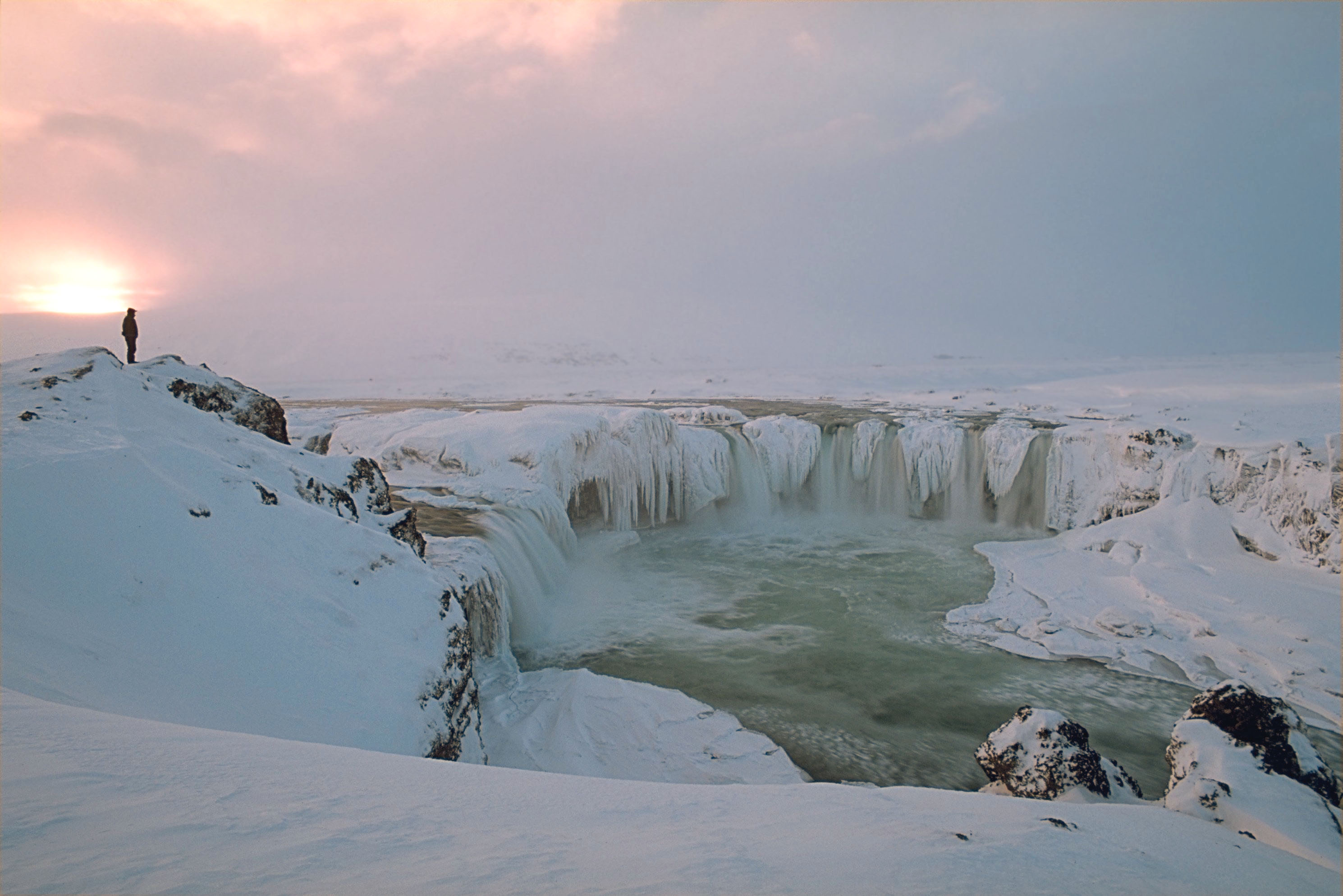
Goðafoss mùa đông

Goðafoss (tiếng Iceland: thác nước của các vị thần hay thác nước của Goði) là một trong những thác nước ngoạn mục nhất ở Iceland. Nó nằm ở huyện Mývatn của Bắc Trung Bộ Iceland tại nơi bắt đầu con đường cao nguyên Sprengisandur. Nước của sông Skjálfandafljót rơi từ độ cao 12 mét so với chiều rộng 30 mét.